# The Korea Times
The Korea Times es el más antiguo de tres periódicos publicados en idioma inglés en Corea del Sur. Es un diario hermano del Hankook Ilbo, uno de los principales periódicos publicados en coreano. Ambos son propiedad de Dongwha Enterprise, una empresa maderera. Era publicado por el Hankook Ilbo Media Group pero tras un escándalo de malversación de fondos en 2013-2014 se vendió a Dongwha Group, que también es propietario del Hankook Ilbo.
El expresidente Kim Dae-jung aprendió inglés por sí mismo leyendo The Korea Times. El presidente-editor de The Korea Times es Oh Young-jin.
Fue fundado por Helen Kim el 1 de noviembre de 1950.